# Stygnomma annulipes
Stygnomma annulipes is een hooiwagen uit de familie Stygnommatidae.